# Stomatepia mariae
The nsess (Stomatepia mariae) là một loài cá thuộc họ Cichlidae. Nó là loài đặc hữu của Cameroon.